# Hrast pri Vinici
Hrást pri Vínici je naselje v Sloveniji. Tu si lahko ogledamo eno največjih in na površju najlepše vidnih nahajališč boksita v Sloveniji. V vasi je ohranjen eden večjih vaških kalov.

## Geografija
Povprečna nadmorska višina naselja je 224 m.
Pomembnejša bližnja naselja so: Vinica (3,5 km) in Črnomelj (15 km).
V vasi se nahaja cerkev sv. Roka.

## Gornji kal
Mlaka ob robu vasi Hrast meri približno 80 x 45 m. Globina znaša nekaj metrov. Mlako obrašča gosto rastlinje, večinoma različne vrste vrb. Stoječa voda in njeno obrežje sta življenjski prostor redkih vodnih oz. močvirskih rastlinskih in živalskih vrst. Tu je rastišče velike zlatice (Ranunculus lingua), življenjski prostor želve močvirske sklednice (Emys orbicularis), številnih dvoživk in nekaterih nevretenčarskih vrst.